# Сатурн (премия, 1988)
15-я церемония вручения наград премии «Сатурн» за заслуги в области фантастики, фэнтези и фильмов ужасов за 1987 год состоялась 23 августа 1988 года.

## Победители и номинанты
Победители указаны первыми, выделены жирным шрифтом и  отдельным цветом. 

### Основные категории
| Категория                          | Лауреаты и номинанты                                                                   | Лауреаты и номинанты                                                             |
| ---------------------------------- | -------------------------------------------------------------------------------------- | -------------------------------------------------------------------------------- |
| Лучший научно-фантастический фильм | • Робот-полицейский / RoboCop                                                          | • Робот-полицейский / RoboCop                                                    |
| Лучший научно-фантастический фильм | • Скрытый враг / The Hidden                                                            |                                                                                  |
| Лучший научно-фантастический фильм | • Внутреннее пространство / Innerspace                                                 |                                                                                  |
| Лучший научно-фантастический фильм | • Повелители вселенной / Masters of the Universe                                       |                                                                                  |
| Лучший научно-фантастический фильм | • Хищник / Predator                                                                    |                                                                                  |
| Лучший научно-фантастический фильм | • Бегущий человек / The Running Man                                                    |                                                                                  |
| Лучший фильм-фэнтези               | • Принцесса-невеста / The Princess Bride                                               | • Принцесса-невеста / The Princess Bride                                         |
| Лучший фильм-фэнтези               | • Батарейки не прилагаются / *batteries not included                                   |                                                                                  |
| Лучший фильм-фэнтези               | • Свидание с ангелом / Date with an Angel                                              |                                                                                  |
| Лучший фильм-фэнтези               | • Гарри и Хендерсоны / Harry and the Hendersons                                        |                                                                                  |
| Лучший фильм-фэнтези               | • Искры из глаз / The Living Daylights                                                 |                                                                                  |
| Лучший фильм-фэнтези               | • Иствикские ведьмы / The Witches of Eastwick                                          |                                                                                  |
| Лучший фильм ужасов                | • Пропащие ребята / The Lost Boys                                                      | • Пропащие ребята / The Lost Boys                                                |
| Лучший фильм ужасов                | • Зловещие мертвецы 2 / Evil Dead II                                                   |                                                                                  |
| Лучший фильм ужасов                | • Восставший из ада / Hellraiser                                                       |                                                                                  |
| Лучший фильм ужасов                | • Почти полная тьма / Near Dark                                                        |                                                                                  |
| Лучший фильм ужасов                | • Кошмар на улице Вязов 3: Воины сна / A Nightmare on Elm Street 3: Dream Warriors     |                                                                                  |
| Лучший фильм ужасов                | • Тыквоголовый / Pumpkinhead                                                           |                                                                                  |
| Лучший актёр                       | Джек Николсон                                                                          | • Джек Николсон — «Иствикские ведьмы» (за роль Дэрила Ван Хорна)                 |
| Лучший актёр                       | Джек Николсон                                                                          | • Лэнс Хенриксен — «Тыквоголовый» (за роль Эда Харли)                            |
| Лучший актёр                       | Джек Николсон                                                                          | • Майкл Нури — «Скрытый враг» (за роль Тома Бека)                                |
| Лучший актёр                       | Джек Николсон                                                                          | • Терри О’Куинн — «Отчим» (за роль Джерри Блейка)                                |
| Лучший актёр                       | Джек Николсон                                                                          | • Арнольд Шварценеггер — «Хищник» (за роль майора Алана «Датча» Шеффера)         |
| Лучший актёр                       | Джек Николсон                                                                          | • Питер Уэллер — «Робот-полицейский» (за роль офицера Алекса Мёрфи / Робокопа)   |
| Лучшая актриса                     | Джессика Тэнди                                                                         | • Джессика Тэнди — «Батарейки не прилагаются» (за роль Фэй Райли)                |
| Лучшая актриса                     | Джессика Тэнди                                                                         | • Нэнси Аллен — «Робот-полицейский» (за роль офицера Энн Льюис)                  |
| Лучшая актриса                     | Джессика Тэнди                                                                         | • Мелинда Диллон — «Гарри и Хендерсоны» (за роль Нэнси Хендерсон)                |
| Лучшая актриса                     | Джессика Тэнди                                                                         | • Лоррейн Гэри — «Челюсти: Месть» (за роль Эллен Броди)                          |
| Лучшая актриса                     | Джессика Тэнди                                                                         | • Сьюзан Сэрэндон — «Иствикские ведьмы» (за роль Джейн Споффорд)                 |
| Лучшая актриса                     | Джессика Тэнди                                                                         | • Робин Райт — «Принцесса-невеста» (за роль Лютика)                              |
| Лучший актёр второго плана         | Ричард Доусон                                                                          | • Ричард Доусон — «Бегущий человек» (за роль Деймона Киллиана)                   |
| Лучший актёр второго плана         | Ричард Доусон                                                                          | • Роберт Де Ниро — «Сердце Ангела» (за роль Луи Сайфра)                          |
| Лучший актёр второго плана         | Ричард Доусон                                                                          | • Роберт Инглунд — «Кошмар на улице Вязов 3: Воины сна» (за роль Фредди Крюгера) |
| Лучший актёр второго плана         | Ричард Доусон                                                                          | • Барнард Хьюз — «Пропащие ребята» (за роль дедушки Эмерсона)                    |
| Лучший актёр второго плана         | Ричард Доусон                                                                          | • Билл Пэкстон — «Почти полная тьма» (за роль Северена)                          |
| Лучший актёр второго плана         | Ричард Доусон                                                                          | • Дункан Регер — «Взвод монстров» (за роль графа Дракулы)                        |
| Лучшая актриса второго плана       |                                                                                        | • Энн Рэмси — «Сбрось маму с поезда» (за роль миссис Лифт)                       |
| Лучшая актриса второго плана       | • Лиза Боне — «Сердце Ангела» (за роль Эпифани Праудфут)                               |                                                                                  |
| Лучшая актриса второго плана       | • Вероника Картрайт — «Иствикские ведьмы» (за роль Фелисии Олден)                      |                                                                                  |
| Лучшая актриса второго плана       | • Луиза Флетчер — «Цветы на чердаке» (за роль бабушки Оливии Фоксворт)                 |                                                                                  |
| Лучшая актриса второго плана       | • Дженетт Голдстин — «Почти полная тьма» (за роль Даймондбек)                          |                                                                                  |
| Лучшая актриса второго плана       | • Дороти Ламур — «Калейдоскоп ужасов 2» (за роль Марты Спрус)                          |                                                                                  |
| Лучший молодой актёр или актриса   |                                                                                        | • Кирк Камерон — «Каков отец, таков и сын» (за роль Криса Хэммонда)              |
| Лучший молодой актёр или актриса   | • Скотт Кёртис — «Шкаф Кэмерона» (за роль Кэмерона Лансинга)                           |                                                                                  |
| Лучший молодой актёр или актриса   | • Стивен Дорфф — «Врата» (за роль Глена)                                               |                                                                                  |
| Лучший молодой актёр или актриса   | • Андре Гауэр — «Взвод монстров» (за роль Шона Креншоу)                                |                                                                                  |
| Лучший молодой актёр или актриса   | • Кори Хэйм — «Пропащие ребята» (за роль Сэма Эмерсона)                                |                                                                                  |
| Лучший молодой актёр или актриса   | • Джошуа Джон Миллер — «Почти полная тьма» (за роль Гомера)                            |                                                                                  |
| Лучший режиссёр                    | Пол Верховен                                                                           | • Пол Верховен за фильм «Робот-полицейский»                                      |
| Лучший режиссёр                    | Пол Верховен                                                                           | • Кэтрин Бигелоу — «Почти полная тьма»                                           |
| Лучший режиссёр                    | Пол Верховен                                                                           | • Джо Данте — «Внутреннее пространство»                                          |
| Лучший режиссёр                    | Пол Верховен                                                                           | • Уильям Дир — «Гарри и Хендерсоны»                                              |
| Лучший режиссёр                    | Пол Верховен                                                                           | • Джек Шолдер — «Скрытый враг»                                                   |
| Лучший режиссёр                    | Пол Верховен                                                                           | • Стэн Уинстон — «Тыквоголовый»                                                  |
| Лучший сценарий                    | • Майкл Майнер и Эдвард Ноймайер — «Робот-полицейский»                                 | • Майкл Майнер и Эдвард Ноймайер — «Робот-полицейский»                           |
| Лучший сценарий                    | • Алан Паркер — «Сердце ангела»                                                        |                                                                                  |
| Лучший сценарий                    | • Джеймс Дирден — «Роковое влечение»                                                   |                                                                                  |
| Лучший сценарий                    | • Джим Кауф — «Скрытый враг»                                                           |                                                                                  |
| Лучший сценарий                    | • Уильям Голдмен — «Принцесса-невеста»                                                 |                                                                                  |
| Лучший сценарий                    | • Майкл Кристофер — «Иствикские ведьмы»                                                |                                                                                  |
| Лучшая музыка                      |                                                                                        | • Алан Сильвестри — «Хищник»                                                     |
| Лучшая музыка                      | • Кристофер Янг — «Восставший из ада»                                                  |                                                                                  |
| Лучшая музыка                      | • Брюс Брютон — «Взвод монстров»                                                       |                                                                                  |
| Лучшая музыка                      | • Джон Карпентер — «Князь тьмы»                                                        |                                                                                  |
| Лучшая музыка                      | • Дж. Питер Робинсон — «Возвращение живых мертвецов 2»                                 |                                                                                  |
| Лучшая музыка                      | • Джон Уильямс — «Иствикские ведьмы»                                                   |                                                                                  |
| Лучшие костюмы                     | • Филлис Далтон — «Принцесса-невеста»                                                  | • Филлис Далтон — «Принцесса-невеста»                                            |
| Лучшие костюмы                     | • Сьюзэн Бекер — «Пропащие ребята»                                                     |                                                                                  |
| Лучшие костюмы                     | • Джули Уайсс — «Повелители вселенной»                                                 |                                                                                  |
| Лучшие костюмы                     | • Michael W. Hoffman, Aggie Lyon — «Взвод монстров»                                    |                                                                                  |
| Лучшие костюмы                     | • Эрика Эделл Филлипс — «Робот-полицейский»                                            |                                                                                  |
| Лучшие костюмы                     | • Роберт Блэкман — «Бегущий человек»                                                   |                                                                                  |
| Лучший грим                        | • Роб Боттин, Стефан Дюпюи — «Робот-полицейский»                                       | • Роб Боттин, Стефан Дюпюи — «Робот-полицейский»                                 |
| Лучший грим                        | • Марк Шостром — «Зловещие мертвецы 2»                                                 |                                                                                  |
| Лучший грим                        | • Рик Бейкер — «Гарри и Хендерсоны»                                                    |                                                                                  |
| Лучший грим                        | • Боб Кин — «Восставший из ада»                                                        |                                                                                  |
| Лучший грим                        | • Грег Кэнном, Ве Нилл и Стив Лапорте — «Пропащие ребята»                              |                                                                                  |
| Лучший грим                        | • Кевин Ягер, Марк Шостром и Р. Кристофер Биггз — «Кошмар на улице Вязов 3: Воины сна» |                                                                                  |
| Лучшие спецэффекты                 | • Питер Куран, Фил Типпетт, Роб Боттин и Rocco Gioffre — «Робот-полицейский»           | • Питер Куран, Фил Типпетт, Роб Боттин и Rocco Gioffre — «Робот-полицейский»     |
| Лучшие спецэффекты                 | • Верн Хайд, Даг Бесвик и Том Салливан — «Зловещие мертвецы 2»                         |                                                                                  |
| Лучшие спецэффекты                 | • Деннис Мьюрен, Билл Джордж, Харли Джессуп, Кеннет Смит — «Внутреннее пространство»   |                                                                                  |
| Лучшие спецэффекты                 | • Ричард Эдланд — «Повелители вселенной»                                               |                                                                                  |
| Лучшие спецэффекты                 | • Джоэл Хайнек, Стэн Уинстон, Ричард Гринберг, Роберт М. Гринберг — «Хищник»           |                                                                                  |
| Лучшие спецэффекты                 | • Майкл Лантьери (Industrial Light & Magic (ILM)) — «Иствикские ведьмы»                |                                                                                  |

### Специальные награды
| Серебряный Свиток за выдающиеся достижения Silver Scroll (Outstanding Achievement) | • Гэри Годдард — «Повелители вселенной»                       |
| Премия Джорджа Пала (George Pal Memorial Award)                                    | • Ларри Коэн                                                  |
| За достижения в карьере (Life Career Award)                                        | • Роджер Корман                                               |
| Президентская премия (President’s Award)                                           | • Майк Життлов и Ричард Кэй — «Повелитель скорости и времени» |